# Moqueca

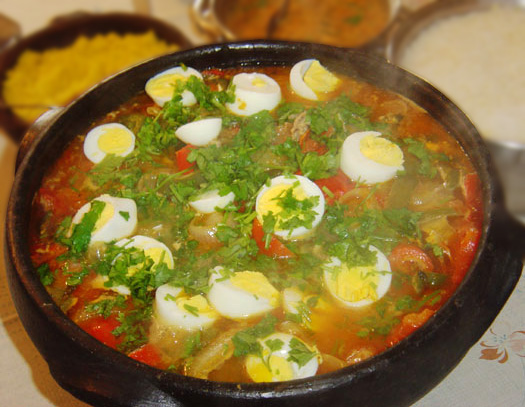
Moqueca.

Moqueca  är en rätt som är typisk för det brasilianska köket, speciellt i delstaterna Espírito Santo (sydöstra Brasilien) och Bahia (nordöstra Brasilien), med fisk, palmolja, kajennpeppar, koriander och (i en variant) kokosmjölk. Det finns noteringar från mitten av 1500-talet.

## Etymologi
Namnet moqueca kommer från det afrikanska språket kimbundu (i dagens Angola): mu'keka. Teoretiskt sett skulle ordet moqueca kunna hänvisa till någon typ av långkokt gryta (det skulle därför också kunna omfatta kött), men ordet används enbart om moqueca de peixe (moqueca som är gjord på fisk). Det afrikanskklingande namnet lär bero på karaktären hos kökskonsten i Bahia-regionen, som har blandat influenser från Amerika, Europa och Afrika.

## Historia
Den första skriftliga noteringen om denna rätt är daterad 1554, när jesuitprästen Luis de Gra beskrev vanorna hos den infödda befolkningen i Brasilien. Enligt vad de Gra rapporterade var rätten en blandning av fisk och människokött.:
| ” | De är förbannade varelser: de stekte moquecan, människokött blandat med fisk. | „ |

En annan beskrivning av denna rätt gjordes trettio år senare av fader Fernando Cardim, som skrev så här:
| ” | De gav oss en rätt som inte innehöll så mycket fisk, men istället potatis, sötpotatis, mangara och andra rotfrukter. | „ |

Vid den tiden var dock moqueca väldigt annorlunda mot den nuvarande och förbereddes genom att packa in fisken med örter eller blad från träd, enligt vad som har rapporterats i en krönika från 1500-talet.

## Ingredienser
För att laga till moqueca behövs följande ingredienser:
- Fiskfilé (800 gram)
- 1 röd paprika
- 2 tomater
- 2 lökar
- Vitlök (2 bitar)
- Olja
- Kryddnejlika
- Kokosmjölk

## Tillagning

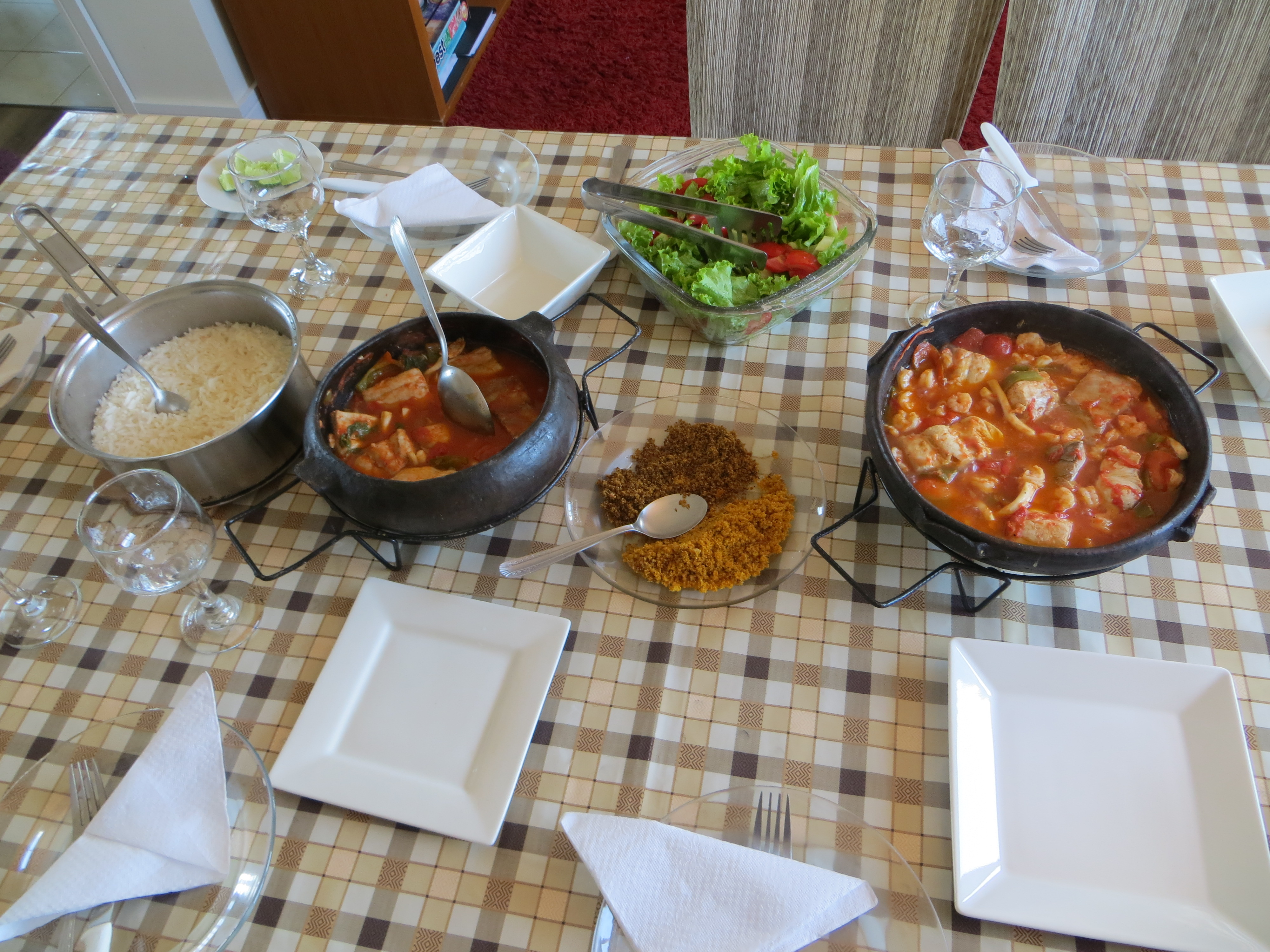
Moqueca capixaba

Rätten tillagas traditionellt i ett lerkärl.

## Varianter
- Moqueca capixaba (Espírito Santo), med olivolja och soja istället för palmolja och utan kokosmjölk[3]
- Moqueca baiana (Bahia)[3]

## Moqueca i populärkulturen
- Moqueca har tillägnats den populära brasilianska sången "A moqueca".[5]
- Moqueca nämns i en berättelse av den brasilianske författaren Jorge Amado i A morte e a morte de Quincas Berro D'água.[6]